# إميل رستم
اميل رستم (27 مارس 1952 - ) هو مدرب كرة قدم ولاعب كرة قدم لبناني في مركز الوسط.

## روابط خارجية
- إميل رستم على موقع قاعدة بيانات كرة القدم.إي يو (الإنجليزية)
- إميل رستم على موقع كووورة